# نیوتن سولنی
نیوتن سولنی (به انگلیسی: Newton Solney) یک روستا و محله مدنی در بریتانیا است که در South Derbyshire واقع شده‌است. نیوتن سولنی ۶۵۹ نفر جمعیت دارد.